# Perfect Days
Perfect Days és una pel·lícula japonesa de 2023 dirigida per Wim Wenders. Mostra l'actor Koji Yakusho en la pell d'un home que es dedica a netejar banys. S'ha subtitulat al català.
Es tracta d'una coproducció internacional entre el Japó i Alemanya, i va competir en la secció oficial del Festival Internacional de Cinema de Canes de 2023.
L'han seleccionada com a millor pel·lícula internacional en els Premis Oscar 2024. És la primera pel·lícula que selecciona Japó per als Oscars dirigida per un estranger.

## Argument
Hirayama treballa com a netejador de banys a Tòquio. Sembla content amb la seva vida senzilla. Segueix una vida quotidiana estructurada i dedica el temps lliure a la seva passió per la música i els llibres. Hirayama també té una afició important pels arbres i la fotografia.
El seu ajudant, Takashi, no té tant interès en la feina. Està més interessat en les noies i els diners, i un dia plega sobtadament.
Hirayama també rep una visita inesperada de la seva neboda, que ha fugit. L'acull uns quants dies a casa seva, i vessa llàgrimes quan la seva mare la ve a buscar. Sorprèn la mestressa d'un bar on va habitualment, abraçada amb un home. Coincideix més tard amb l'home en qüestió, i li explica que és el seu exmarit, que pateix un càncer incurable, i que la volia tornar a veure.